# Kruisstraat (Hoorn)
De Kruisstraat is een straat in de binnenstad van de Noord-Hollandse stad Hoorn. De straat loopt van de Lange Kerkstraat naar het kruispunt met de Nieuwsteeg en de Ramen.  De straat ligt achter de Nieuwe Noord, welke achter de Grote Noord ligt en loopt vrijwel evenwijdig aan deze beide straten.

## Geschiedenis
Een eerste vermelding van de Kruisstraat stamt uit de late middeleeuwen, om precies te zijn uit een akte geschreven in 1494. In deze akte heet de Kruisstraat nog Cruusstrate.
In 1618 werd het deel nabij de Ramen verbreed, het andere deel van de straat bleef onveranderd, hierdoor loopt de straat dus taps toe. In de straat werd ook de Latijnse School gevestigd. De poort van de school is in 1938 afgebroken en in 1956 voor het Claes Stapelhof geplaatst.
Tot 1972 was er ook nog een badhuis in de straat aanwezig, het badhuis was gevestigd op het adres Kruisstraat 20. Tussen 1972 en 2000 werd het pand gebruikt als kapel voor onder andere de pinkstergemeente en de Jehova's getuigen die er hun mensen doopten. In 2000 werd het pand gesloopt, waarna er een nieuw woon- winkelpand werd gebouwd.

## Monumenten
Aan de straat bevinden zich meerder gemeentelijke- en rijksmonumenten. Bij onderstaande foto's gaat het om rijksmonumenten, tenzij anders vermeld:

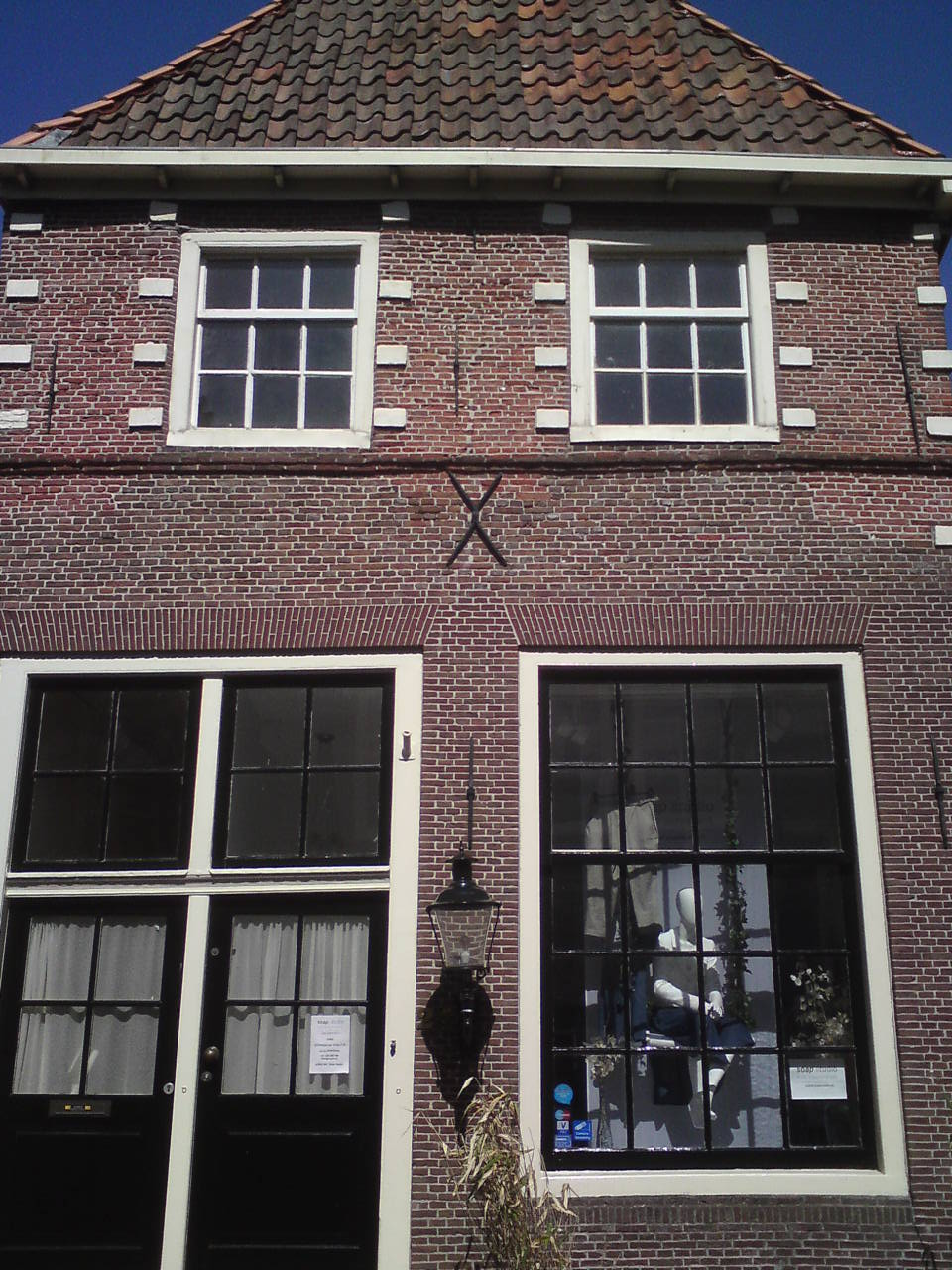
Kruisstraat 24
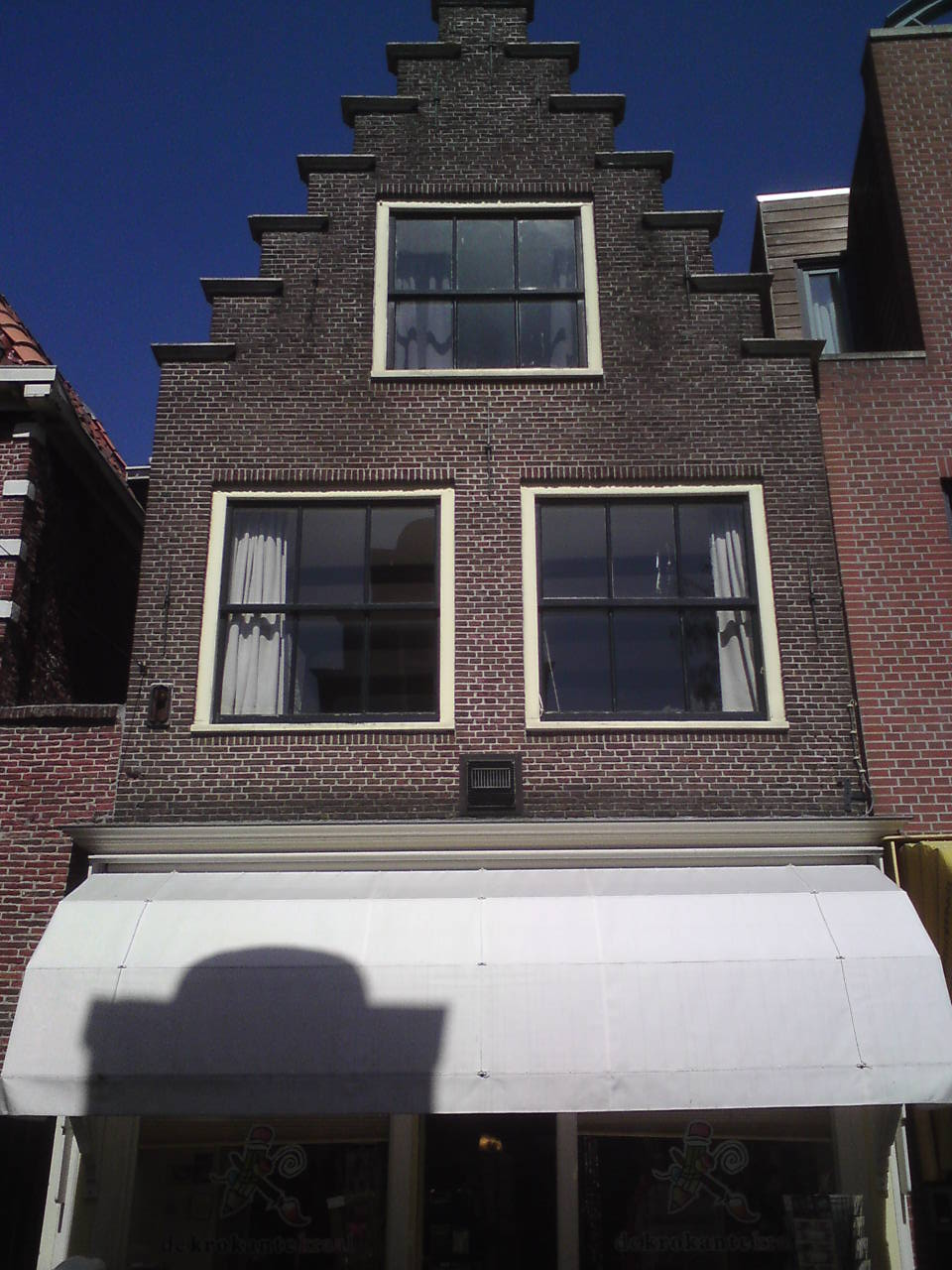
Kruisstraat 22
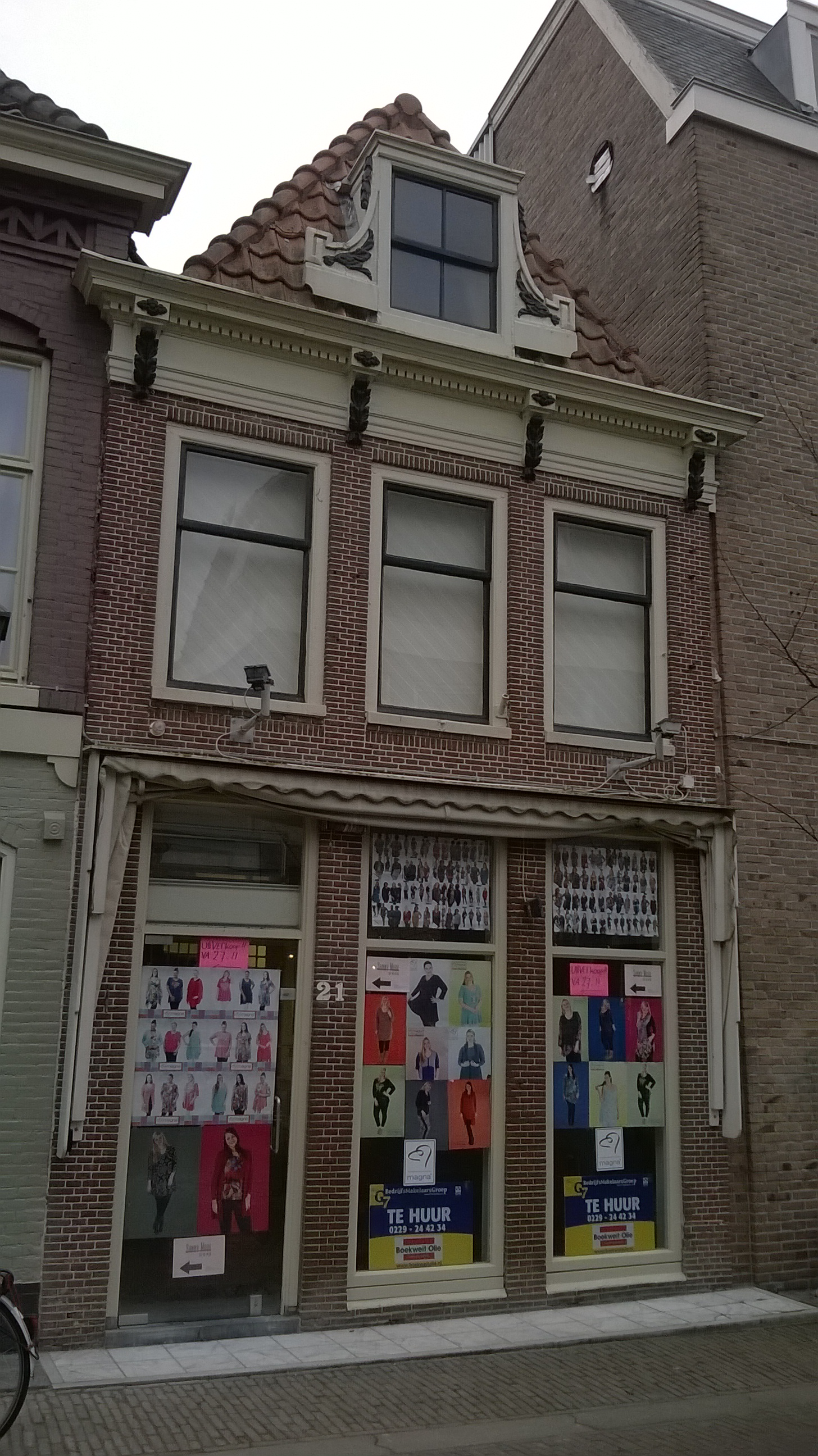
Kruisstraat 21
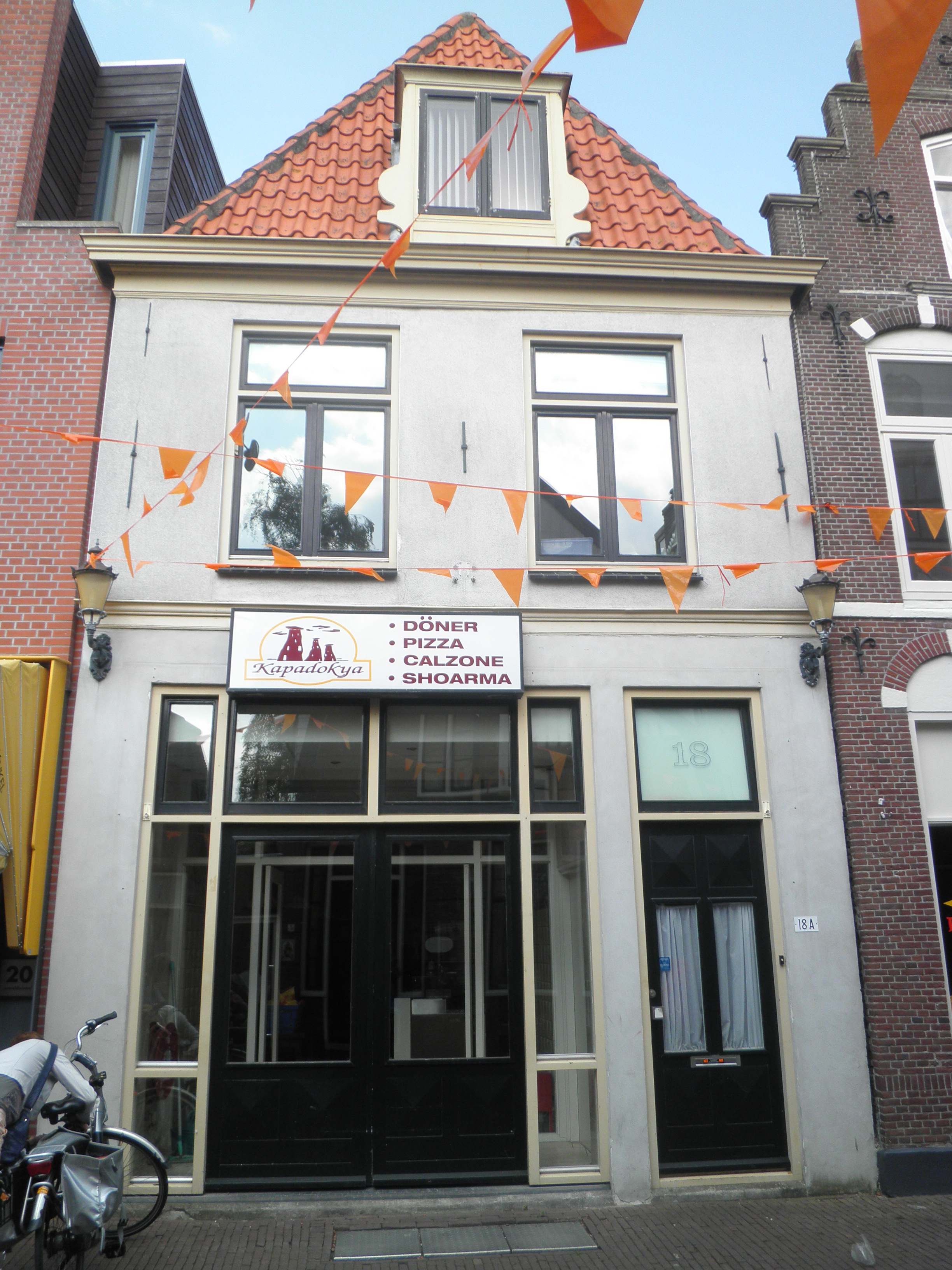
Kruisstraat 18, gemeentelijk monument
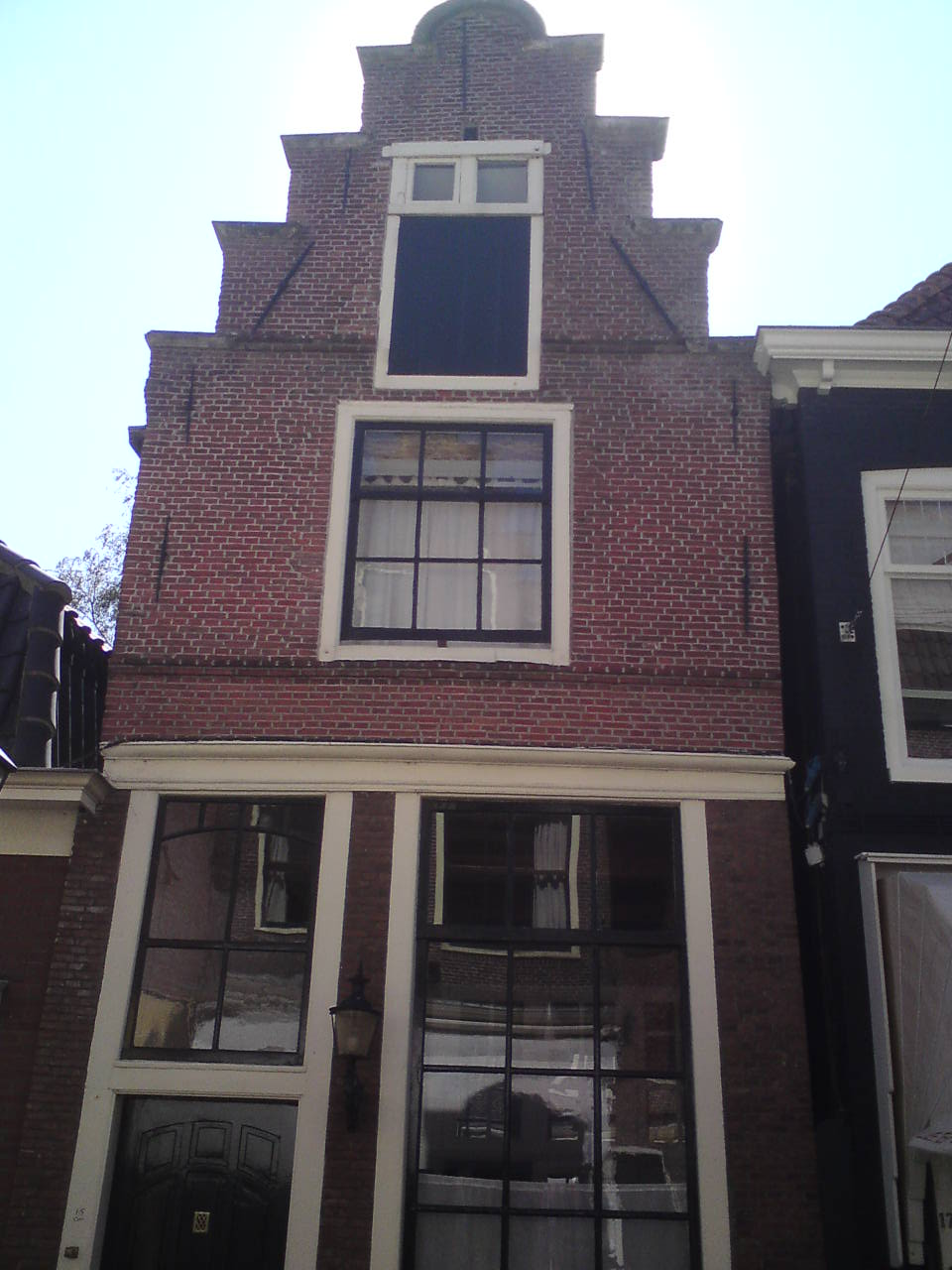
Kruisstraat 15
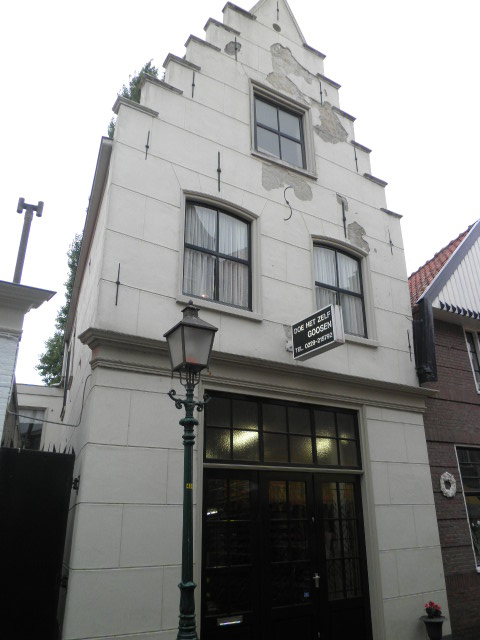
Kruisstraat 7
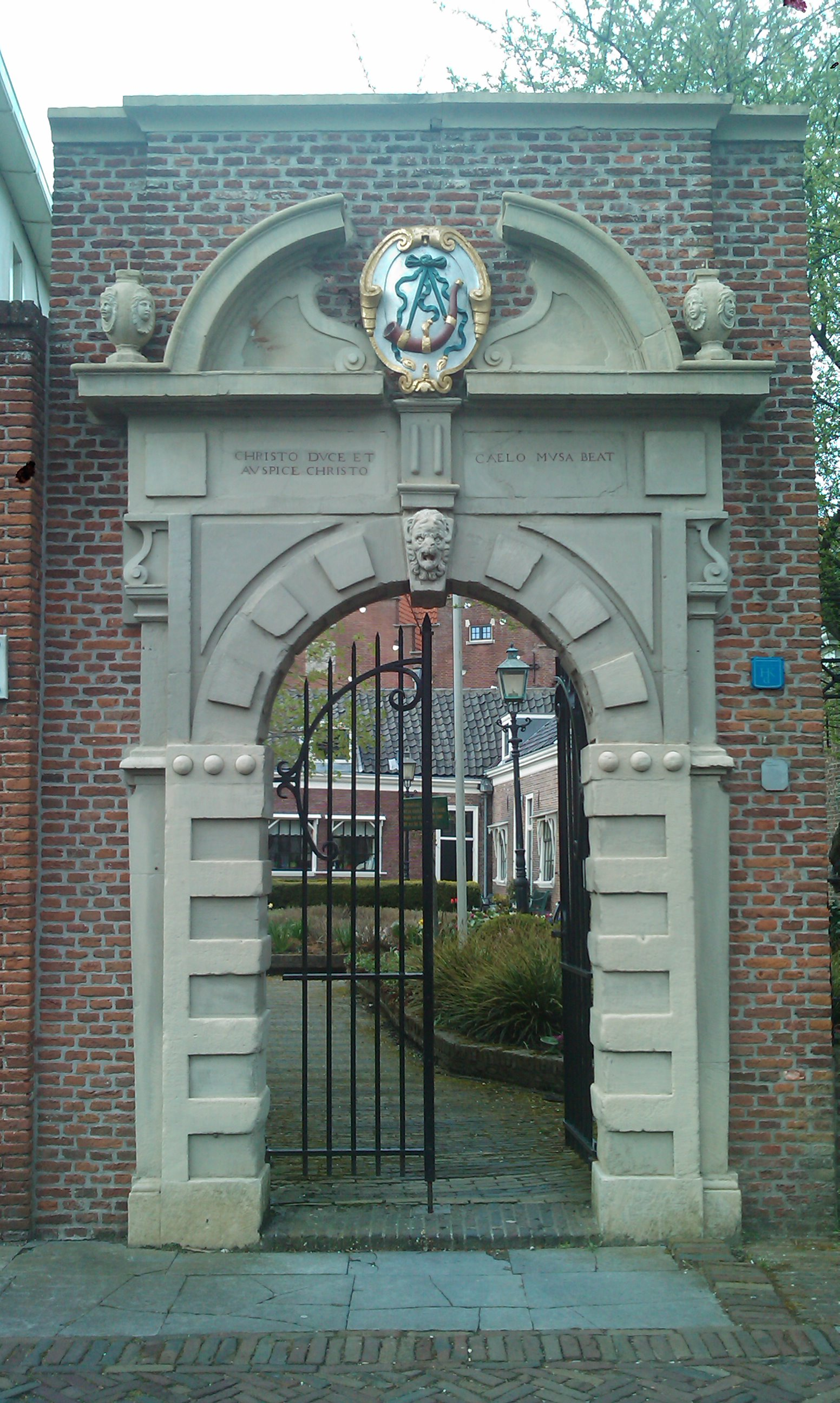
Voormalige poort van de voormalige Latijnse school staat nu aan het Munnickenveld

Straten: ABC
· Achter de Vest
· Achter op 't Zand
· Achterom
· Achterstraat
· Appelhaven
· Baanstraat
· Bierkade
· Binnenluiendijk
· Breed
· Breestraat
· Buurtje
· Dal
· Draafsingel
· Dubbele Buurt
· G.J. Henninkstraat
· Gasfabriekstraat
· Gedempte Appelhaven
· Gedempte Turfhaven
· Gerritsland
· Gouw
· Grashaven
· Gravenstraat
· Grote Noord
· Grote Oost
· Hoge Vest
· Jeudje
· Italiaanse Zeedijk
· Keern (gedeeltelijk)
· Kerkstraat
· Kleine Noord
· Kleine Oost
· Koepoortsweg (gedeeltelijk)
· Korenmarkt
· Korte Achterstraat
· Kruisstraat
· Kuil
· Lange Kerkstraat
· Lindestraat
· Munnickenveld
· Muntstraat
· Nieuwe Noord
· Nieuwendam
· Nieuwland
· Nieuwstraat
· Noorderstraat
· Onder de Boompjes
· Oude Doelenkade
· Pakhuisstraat
· Peperstraat
· Ramen
· Scharloo
· Schuijteskade
· Slapershaven
· Spoorstraat
· Trommelstraat
· Turfhaven
· Veemarkt
· Veermanskade
· Venidse
· Vijzelstraat
· Vismarkt
· Visserseiland
· Vollerswaal
· West
· Westerdijk
· Wisselstraat
· Zon

Pleinen: De Driestal
· Kazerneplein
· Kerkplein
· Koepoortsplein
· Noorderveemarkt
· Roode Steen
· Vale Hen

Stegen: 't Glop
· Appelsteeg
· Arminiaanse Glop
· Bagijnensteeg
· Bottelsteeg
· Bottersteeg
· Broeksteeg
· Brouwerijsteeg
· Clara's Klooster
· De Zak
· Duinsteeg
· Foreestensteeg
· Geldersesteeg
· Gortsteeg
· Hanekamsteeg
· Hemelsteeg
· Hoogesteeg
· Jan Haringsteeg
· Jan van Necksteeg
· Jeroenensteeg
· Kleine Havensteeg
· Kloppoort
· Knipboogsteeg
· Mallegomsteeg
· Melknapsteeg
· Molsteeg
· Mosterdsteeg
· Nieuwsteeg
· Oosterkerksteeg
· Paardensteeg
· Paradijssteeg
· Pieterseliesteeg
· Pompsteeg
· Proostensteeg
· Schellinkhoutersteeg
· Schoolsteeg
· Schotland
· Sliep Schaar en Messteeg
· Slijksteeg
· Smelterssteeg
· Tempelsteeg
· Turfsteeg
· Watertje
· Wester St. Jansteeg
· Wijdebrugsteeg
· Wijdesteeg
· Zevenhoeksesteeg
· Zoutkeetsteeg